# Assembleia Nacional Popular da Guiné-Bissau
Die Assembleia Nacional Popular da Guiné-Bissau (Nationalversammlung) ist das Parlament im Einkammersystem von Guinea-Bissau.

## Wahlsystem
Von den 102 Abgeordneten werden 100 in 27 Mehrpersonenwahlkreisen nach Verhältniswahlrecht für vier Jahre gewählt. Zwei Sitze sind für Staatsangehörige im Ausland reserviert, die in den beiden Wahlkreisen Afrika und Europa gewählt werden.

## Wahlen 2019
| Partei                   | Partei | Stimmen | %     | Sitze | ±   |
| ------------------------ | --- | ------- | ----- | ----- | --- |
|                          | Partido Africano para a Independência da Guiné e Cabo Verde (PAIGC) \| Afrikanische Partei für die Unabhängigkeit von Guinea und Kap Verde            | 212.148 | 35,22 | 47    | −10 |
|                          | Partido para a Renovação Social (PRS) \| Partei für soziale Erneuerung                                                                                | 127.104 | 21,10 | 21    | −20 |
|                          | Movimento para Alternância Democrática (Madem G15) \| Bewegung für eine demokratische Alternative                                                     | 126.935 | 21,07 | 27    | neu |
|                          | Assembleia do povo Unido – Partido Democrático da Guiné-Bissau (APU-PDGB) \| Versammlung des vereinigten Volkes – Demokratische Partei Guinea-Bissaus | 51.049  | 8,47  | 5     | neu |
|                          | Frente Patriótica de Salvação Nacional (FREPASNA) \| Patriotische Front der nationalen Heilung                                                        | 13.926  | 2,31  | 0     | neu |
|                          | Partido da Convergência Democrática (PCDP) \| Partei der demokratischen Zusammenkunft                                                                 | 9.864   | 1,64  | 0     | −2  |
|                          | Partido para a Nova Democracia (PND) \| Partei für eine neue Demokratie                                                                               | 9.019   | 1,50  | 1     | 0   |
|                          | União para a Mudança (UM) \| Union für den Wandel | 8.535   | 1,42  | 1     | 0   |
|                          | Resistência da Guiné-Bissau – Movimento Bafatá (RGB-MB) \| Widerstand von Guinea-Bissau – Bafatá-Bewegung                                             | 6.959   | 1,16  | 0     | 0   |
|                          | Congresso Nacional Africano \| Nationaler Afrikanischer Kongress                                                                                      | 6.005   | 1,00  | 0     | neu |
|                          | Movimento Patriótico \| Patriotische Bewegung | 5.756   | 0,96  | 0     | neu |
|                          | Movimento Guineense para o Desenvolvimento \| Bewegung für Fortschritt                                                                                | 4.542   | 0,75  | 0     | neu |
|                          | União Patriótico Guineense \| Patriotische Union Guineas                                                                                              | 4.407   | 0,73  | 0     | 0   |
|                          | Partido Social Democrática \| Sozialdemokratische Partei                                                                                              | 2.854   | 0,47  | 0     | 0   |
|                          | Partido da Reconciliação Nacional \| Partei der nationalen Versöhnung                                                                                 | 2.849   | 0,47  | 0     | neu |
|                          | Movimento Democrático Guineense \| Demokratische Bewegung Guineas                                                                                     | 2.789   | 0,46  | 0     | neu |
|                          | Partido Africano para a Liberdade Organização e Progresso \| Republikanische Partei für Unabhängigkeit und Fortschritt                                | 2.622   | 0,44  | 0     | 0   |
|                          | Centro Democrático \| Demokratisches Zentrum | 2.444   | 0,41  | 0     | neu |
|                          | Partido da Unidade Nacional \| Nationale Einheitspartei                                                                                               | 958     | 0,16  | 0     | neu |
|                          | União Nacional para a Democracia e o Progresso \| Nationale Union für Demokratie und Fortschritt                                                      | 861     | 0,14  | 0     | neu |
|                          | Partido do Manifesto do Povo \| Partei des Volksmanifestes                                                                                            | 755     | 0,13  | 0     | 0   |
| Ungültige Stimmen        | Ungültige Stimmen | 42.704  | –     | –     | –   |
| Gesamt                   | Gesamt | 645.085 | 100   | 102   | 0   |
| Wähler / Wahlbeteiligung | Wähler / Wahlbeteiligung | 761.676 | 84,69 | –     | –   |
| Source: CNE              | |         |       |       |     |

## Wahlen 2014
Die Parlamentswahlen fanden am 13. April 2014 statt. Die Wahlbeteiligung lag bei 75 %.

## Wahlen 2008
Parlamentswahlen fanden am 16. November 2008 statt. Die zwei für die Diaspora vorgesehenen Sitze wurden nicht vergeben. Die Wahlbeteiligung lag bei 82 %.

## Wahlen 2004
Sitzverteilung der Wahl vom 28. März 2004:
- Partido Africano da Independência da Guinea e Cabo Verde (PAIGC): 45 Sitze
- Partido para a Renovação Social (PRS): 35 Sitze
- Partido Unido Social Democratico (PUSD): 17 Sitze
- Sonstige: 3 Sitze
- 2 der Diaspora zustehende Sitze wurden nicht vergeben.

Die Wahlbeteiligung lag bei 75 %.

## Parlamentsgebäude

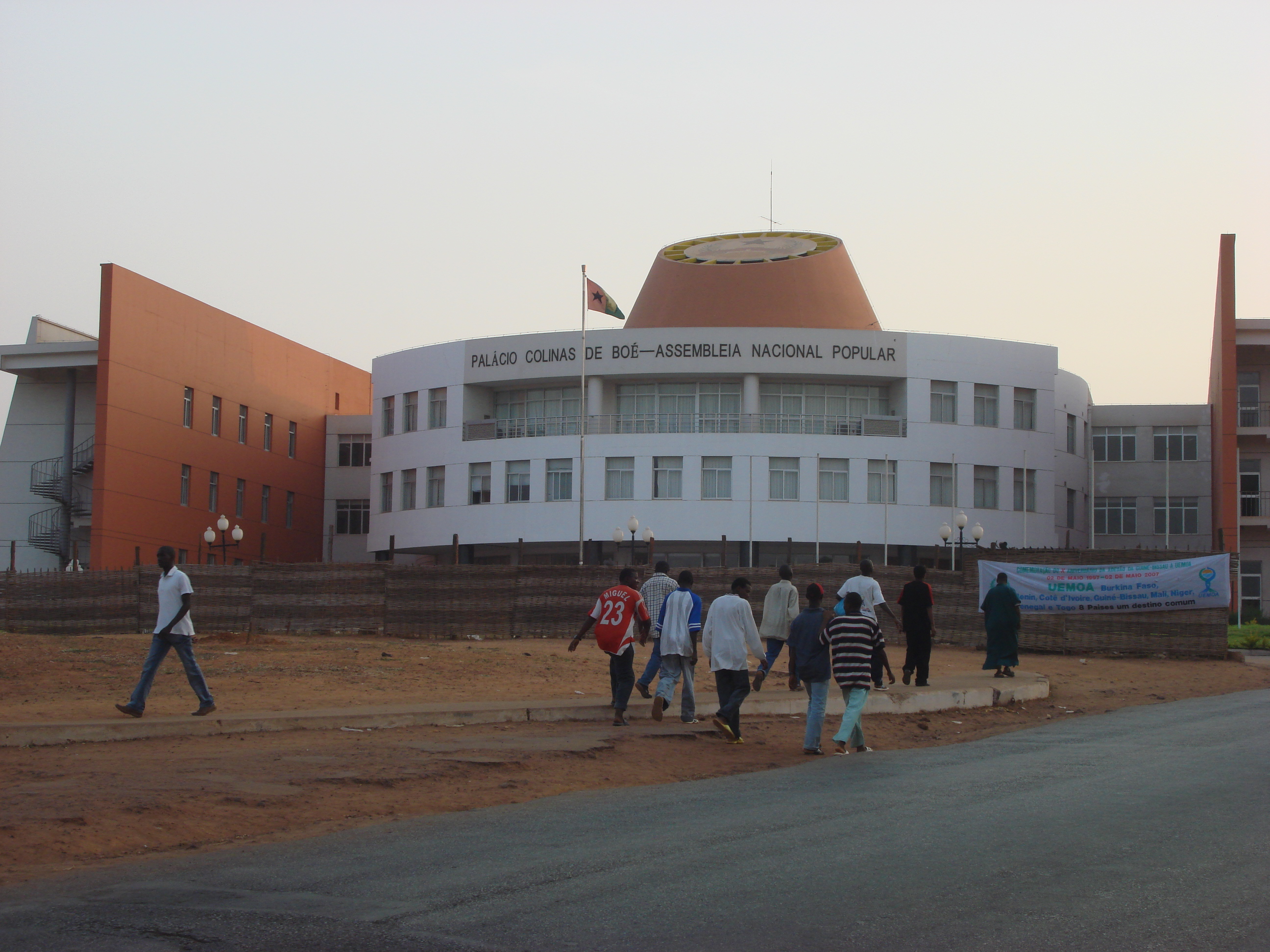
Nationale Volksversammlung von Guinea-Bissau.

Das Parlamentsgebäude Palácio Colinas de Boé befindet sich in der Hauptstadt Bissau. Es wurde 2004 mit finanzieller Unterstützung der Volksrepublik China gebaut.